# Association sportive troyenne et savinienne
L'Association sportive troyenne et savinienne, abrégée en AS troyenne et savinienne ou AS Troyes Sainte-Savine, est un club de football français fondé en 1930 de la fusion de l’AS savinienne et de l'US troyenne, et situé à Troyes.
Il change de nom en Troyes Omni-Sports en 1967 puis en Troyes Aube Football en 1970 avant de disparaitre en 1979.
Le club a évolué huit saisons en première division du championnat de France entre 1954 et 1978. Il dispute également la finale de la Coupe de France de football 1955-1956. Le club troyen évolue au stade de l'Aube lorsqu'il joue à domicile.

## Repères historiques
L'Union sportive troyenne (UST) est le premier club de football français basé à Troyes[réf. nécessaire]. Fondé en 1900[réf. nécessaire], il fusionne, en 1931, avec l'Association Sportive de Sainte-Savine. Donnant un premier élan au football troyen, l'Association Sportive Troyes Sainte-Savine obtient son statut professionnel en 1935. L'entraîneur Rudolf Hanak se voit alors confier la tâche de constituer un groupe performant en s'appuyant sur quelques joueurs du club (Roessler et Cartery) et en recrutant, malgré des moyens limités, quelques professionnels déjà aguerris[réf. nécessaire]. Ainsi, lors de sa première sortie professionnelle le 18 août 1935, en présence du maire de Troyes, l'équipe, emmenée par Roessler, s'impose 3-1 devant les quelque 3 000 spectateurs du Stade de l'Aube.
Le club atteint la première division au cours de la saison 1954/1955, grâce à l'expérience de l'entraîneur Roger Courtois qui s'appuie sur quelques internationaux (Pierre Flamion et Marcel Artelesa, notamment). Les années 1950 représentent l'âge d'or de l'ASTS.
En 1956, l'ASTS parvient en finale de la Coupe de France, éliminant Nîmes  en 8e de finale, la grande équipe des rivaux du Stade de Reims en 1/4 de finale ainsi que le FC Nancy en demi-finale. Cependant, l'équipe troyenne s'incline sur le score de trois buts à un, laissant la coupe aux rivaux de l'UA Sedan-Torcy.
Cette même saison, les équipes jeunes du club remportent, eux, la Coupe Gambardella[réf. nécessaire].
L'équipe professionnelle ne parvient pas à se maintenir au plus haut niveau, réapparaissant brièvement dans l'élite pour une pige lors de la saison 1960/1961.
Le TAF se relance en troisième division pour la saison 1970/1971. Le club réussit d'emblée à se hisser en 2e Division. Entraînés par Pierre Flamion, l'équipe rate de peu une seconde promotion, échouant à la seconde place de son groupe. En 1973, une première place dans le groupe B offre au club le privilège de retrouver la première division, bien qu'échouant en finale de championnat contre le RC Lens.
Les Troyens vont alors connaître leur plus longue période de longévité au sein de l'élite. Le club aubois finit successivement 17e, 16e, 17e et 15e avant d'être relégué en D2 en 1979, malgré la présence de joueurs tels que Gérard Tonnel, Guy Formici ou encore Ilija Petković. Pire, le club se retrouve en redressement judiciaire et connaît une seconde relégation.
‌

## Palmarès

### Compétitions nationales
- Coupe de France :
  - Finaliste : 1956

- Championnat de France D2 :
  - Vice-champion : 1973

- Championnat de division d'honneur du nord-est (2) :
  - Champion : 1954, 1976

### Jeunes
- Coupe Gambardella (1) :
  - Vainqueur : 1956
  - Finaliste : 1957

## Identité
L'Union sportive troyenne, située à Troyes (affiliée en 1919 sous le numéro 139), et l'Association sportive savinienne, située à Sainte-Savine (fondée et affiliée en 1922 sous le numéro 2559), fusionnent en mai 1930 sous le nom d'Association sportive troyenne et savinienne (numéro 139 puis numéro 61 en 1947 après recoupement), au sein d'un club omnisports.
En 1967, un nouveau club omnisports est créé à Troyes sous le nom de Troyes Omnisports. Il reprend notamment cinq sections de l'Association sportive troyenne et savinienne omnisports, dont la section football. Le club change alors de nom en Troyes Omni-Sports. Techniquement, un club de football Troyes Omnisports est créé en juin 1967 (numéro 22358), lequel fusionne en juillet 1967 avec l'AS Troyes Sainte-Savine sous le nom de Troyes Omni-Sports (numéro 61).
En 1970, à l'occasion de la réforme des championnats et de l'intégration du club dans la nouvelle Division 2, la section football prend son indépendance sous le nom de Troyes Aube Football,.
En proie à des difficultés financières, le club, après être repassé professionnel en 1971, dépose le bilan à la fin de la saison 1978-1979 alors qu'il devait être relégué en Division 3.
| Union sportive troyenne 1900–1930 n°139 | Union sportive troyenne 1900–1930 n°139 | Union sportive troyenne 1900–1930 n°139 | Union sportive troyenne 1900–1930 n°139 | Union sportive troyenne 1900–1930 n°139                               | Union sportive troyenne 1900–1930 n°139                               |                                                                       |                                                                       | Association sportive savinienne 1922–1930 n°2559                      | Association sportive savinienne 1922–1930 n°2559                      | Association sportive savinienne 1922–1930 n°2559 | Association sportive savinienne 1922–1930 n°2559 | Association sportive savinienne 1922–1930 n°2559 | Association sportive savinienne 1922–1930 n°2559 |                                     |                                     |                                     |                                     |  |  |  |  |  |  |  |  |
| Union sportive troyenne 1900–1930 n°139 | Union sportive troyenne 1900–1930 n°139 | Union sportive troyenne 1900–1930 n°139 | Union sportive troyenne 1900–1930 n°139 | Union sportive troyenne 1900–1930 n°139                               | Union sportive troyenne 1900–1930 n°139                               |                                                                       |                                                                       | Association sportive savinienne 1922–1930 n°2559                      | Association sportive savinienne 1922–1930 n°2559                      | Association sportive savinienne 1922–1930 n°2559 | Association sportive savinienne 1922–1930 n°2559 | Association sportive savinienne 1922–1930 n°2559 | Association sportive savinienne 1922–1930 n°2559 |                                     |                                     |                                     |                                     |  |  |  |  |  |  |  |  |
|                                         |                                         |                                         |                                         |                                                                       |                                                                       |                                                                       |                                                                       |                                                                       |                                                                       |                                                  |                                                  |                                                  |                                                  |                                     |                                     |                                     |                                     |  |  |  |  |  |  |  |  |
|                                         |                                         |                                         |                                         | Association sportive troyenne et savinienne 1930–1967 n°139 puis n°61 | Association sportive troyenne et savinienne 1930–1967 n°139 puis n°61 | Association sportive troyenne et savinienne 1930–1967 n°139 puis n°61 | Association sportive troyenne et savinienne 1930–1967 n°139 puis n°61 | Association sportive troyenne et savinienne 1930–1967 n°139 puis n°61 | Association sportive troyenne et savinienne 1930–1967 n°139 puis n°61 |                                                  |                                                  | Troyes Omnisports 1967-1967 n°22358              | Troyes Omnisports 1967-1967 n°22358              | Troyes Omnisports 1967-1967 n°22358 | Troyes Omnisports 1967-1967 n°22358 | Troyes Omnisports 1967-1967 n°22358 | Troyes Omnisports 1967-1967 n°22358 |  |  |  |  |  |  |  |  |
|                                         |                                         |                                         |                                         | Association sportive troyenne et savinienne 1930–1967 n°139 puis n°61 | Association sportive troyenne et savinienne 1930–1967 n°139 puis n°61 | Association sportive troyenne et savinienne 1930–1967 n°139 puis n°61 | Association sportive troyenne et savinienne 1930–1967 n°139 puis n°61 | Association sportive troyenne et savinienne 1930–1967 n°139 puis n°61 | Association sportive troyenne et savinienne 1930–1967 n°139 puis n°61 |                                                  |                                                  | Troyes Omnisports 1967-1967 n°22358              | Troyes Omnisports 1967-1967 n°22358              | Troyes Omnisports 1967-1967 n°22358 | Troyes Omnisports 1967-1967 n°22358 | Troyes Omnisports 1967-1967 n°22358 | Troyes Omnisports 1967-1967 n°22358 |  |  |  |  |  |  |  |  |
|                                         |                                         |                                         |                                         | Troyes Omni-Sports 1967-1970 n°61                                     |                                                                       |                                                                       |                                                                       |                                                                       |                                                                       |                                                  |                                                  |                                                  |                                                  |                                     |                                     |                                     |                                     |  |  |  |  |  |  |  |  |
|                                         |                                         |                                         |                                         |                                                                       |                                                                       |                                                                       |                                                                       |                                                                       |                                                                       |                                                  |                                                  |                                                  |                                                  |                                     |                                     |                                     |                                     |  |  |  |  |  |  |  |  |
|                                         |                                         |                                         |                                         |                                                                       |                                                                       |                                                                       |                                                                       |                                                                       |                                                                       |                                                  |                                                  |                                                  |                                                  |                                     |                                     |                                     |                                     |  |  |  |  |  |  |  |  |
|                                         |                                         |                                         |                                         | Troyes Aube Football 1970-1979 n°61                                   |                                                                       |                                                                       |                                                                       |                                                                       |                                                                       |                                                  |                                                  |                                                  |                                                  |                                     |                                     |                                     |                                     |  |  |  |  |  |  |  |  |

## Personnes emblématiques

### Les présidents
- 1931-1967 : Marcel Vitoux
- 1970-1979 : Paul Heurtefeu

### Les entraîneurs
- 1935-1945 : Rudolf Hanak
- 1945-1946 : Charles Nicolas
- 1946-1947 : Émile Rummelhardt
- 1947-1952 : Robert Lacoste
- 1952-1963 : Roger Courtois
- 1963-1964 : Jean Courteaux
- 1964-1967 : Jacques Diebold
- 1970-1971 : René Pleimelding et Jean Saupin
- 1971-1975 : Pierre Flamion
- 1975-1978 : René Cédolin
- Sept. 1978-1979 : Paul Jurilli